# Un soir à Marseille
Pour plus de détails, voir Fiche technique et Distribution.
Un soir à Marseille est un film français réalisé par Maurice de Canonge et sorti en 1938. 

## Synopsis
La femme d'un industriel Marseillais est assassinée. Un inspecteur et une jeune journaliste enquêtent ensemble, et soupçonnent le mari, puis l'amant, avant de trouver le vrai coupable.

## Fiche technique
- Réalisation : Maurice de Canonge
- Scénario : Yvan Noé, René Sarvil
- Production : Films Azur
- Pays :  France
- Format :  Noir et blanc - son mono
- Genre : Film policier
- Durée : 87 minutes
- Date de sortie : 
  - France - 30 mars 1938

## Distribution
- Antonin Berval : l'inspecteur Francis
- Fernand Charpin : le commissaire Lampin
- Colette Darfeuil : Colette, la journaliste
- Paul Demange : Joseph
- Laure Diana : Ida
- Jeanne Fusier-Gir : la femme de ménage
- Lucien Gallas : Bourel
- Philippe Grey : l'écuyer
- Pierre Larquey : Parpèle, le reporter
- Milly Mathis : la poissonnière
- Max Maxudian : Monsieur Ducret
- Teddy Michaud : le malabar
- Georges Péclet : Poussin
- Georges Saillard : le juge d'instruction
- Génia Vaury : une fille